# Йирка, Эрик
Э́рик Йи́рка (словац. Erik Jirka; 19 сентября 1997 года, Трнава, Словакия) — словацкий футболист, полузащитник чешского клуба «Виктория» и сборной Словакии.

## Клубная карьера
Йирка является воспитанником «Спартака». С 2014 года — основной игрок второй команды, за которую провёл 55 встреч. 8 ноября 2014 года дебютировал в чемпионате Словакии в поединке против «Ружомберока», выйдя на замену на 90-й минуте. Всего в дебютном сезоне появлялся на поле дважды.
Пропустив сезон 2015/16, не привлекаясь к основной команде, вернулся в состав в сезоне 2016/17 твёрдым игроком основы.
В августе 2022 года в качестве свободного агента перешел в пльзеньскую «Викторию», подписав с клубом трёхлетний контракт.

## Карьера в сборной
Вызывался в юношеские сборные Словакии до 18 и 19 лет. Принимал участие в квалификационном и элитном отборочных раундах к чемпионату Европы 2016 года среди юношей до 19 лет. В финальную часть сборная Словакии не попала.